# Наріш
Нарі́ш (порт. Nariz; МФА: [nɐ.ˈɾiʃ]) — колишня парафія в Португалії, в муніципалітеті Авейру. Перебувала у складі округу Авейру.  Входила до регіону Центр. За старим адміністративним поділом, що був чинним до 1976 року, територія парафії належала провінції Берегова Бейра.  Ліквідована 28 січня 2013 року. Увійшла до складу парафії Рекейшу, Носса-Сеньора-де-Фатіма і Наріш. Площа парафії — 9,35 км², населення — 1418 ос. (2011), густота населення — 151,66 осіб/км²
. Патрон — святий Петро. Поштовий індекс — 3810. Код  — 010507.

## Назва
- Нарі́с (ісп. і ст.-порт. Nariz) — старопортугальська й іспанська назви.
- Нарі́ш (порт. Nariz, «ніс») — сучасна португальська назва.

## Географія

Авейру (2013)
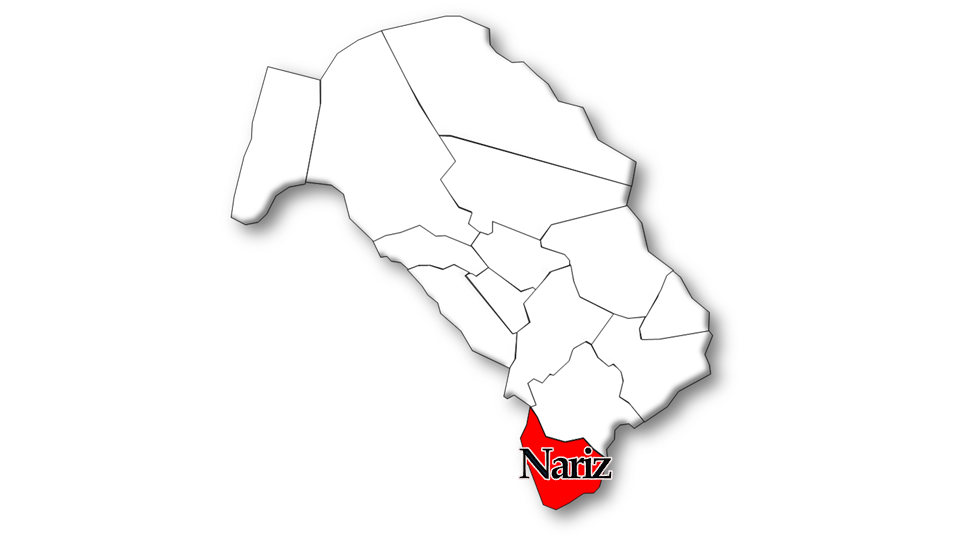
Наріш

## Населення
| Кількість мешканців | Кількість мешканців | Кількість мешканців | Кількість мешканців | Кількість мешканців | Кількість мешканців | Кількість мешканців | Кількість мешканців | Кількість мешканців | Кількість мешканців | Кількість мешканців | Кількість мешканців | Кількість мешканців | Кількість мешканців | Кількість мешканців |
| ------------------- | ------------------- | ------------------- | ------------------- | ------------------- | ------------------- | ------------------- | ------------------- | ------------------- | ------------------- | ------------------- | ------------------- | ------------------- | ------------------- | ------------------- |
| 1864                | 1878                | 1890                | 1900                | 1911                | 1920                | 1930                | 1940                | 1950                | 1960                | 1970                | 1981                | 1991                | 2001                | 2011                |
| 735                 | 698                 | 745                 | 772                 | 816                 | 915                 | 949                 | 1.102               | 1.192               | 1.179               | 991                 | 1.164               | 1.293               | 1.467               | 1.418               |